# مولتی‌لاو
مولتی‌لاو (به انگلیسی: Multilaw) یکی از موسسات حقوقی مستقل شبکه خدماتی حرفه‌ای بین‌المللی می‌باشد. در سال ۱۹۹۰ تأسیس شد و بیش از ۹۰ شرکت عضو در بیش از ۱۰۰ کشور جهان را شامل می‌شود. در مارس ۲۰۱۷، در وکیل (مجله)، مولتی‌لاو به عنوان "شبکه جهانی سال ۲۰۱۷" معرفی شد. مولتی‌لاو همچنین به عنوان یک شبکه نخبگان برای ششمین سال اجرا توسط Chambers Global Guide 2020 رتبه‌بندی شد.

## شرکت‌های عضو
بنگاه‌های عضو چند ضلعی به‌طور جداگانه برای پذیرش انتخاب می‌شوند و کلیه شرکت‌های عضو هر سه سال یکبار ارزیابی می‌شوند. مولتی‌لاو به دلیل «روابط تجاری و شرکتی که اغلب ترکیبی از تغییرات در حال تغییر ملل، قاره‌ها، فرهنگ‌ها، زبان‌ها و قوانین را شامل می‌شود» به رسمیت شناخته‌است.

## اداره مؤسسه
مولتی‌لاو توسط یک کمیته مدیریت و یک هیئت مدیره متشکل از نمایندگان سه منطقه: EMEA، آسیا اقیانوس آرام و آمریکا با آدام کوک به عنوان مدیر اجرایی اداره می‌شود. مولتی‌لاو از دفتر مرکزی جهانی خود در لندن، بریتانیا فعالیت می‌کند.
کرمو سوزا ماچادو از لیسبون، پرتغال در حال حاضر رئیس مولتی‌لاو است، پس از «لیو» بانکوک، تایلند،